# Chris van der Linden
Chris van der Linden (1955) is een Nederlands neuroloog die sinds november 1998 is verbonden aan het algemeen ziekenhuis AZ Sint-Lucas te Gent.
Hij werd geneesheer in 1982 aan de Universiteit Leiden en medisch specialist middels studies in de Verenigde Staten aan de Medical School van de University of Texas en het Baylor College of Medicine, beide in Houston (Texas) van 1983 tot 1988.
Van der Linden was een assistent professor neurologie aan het Woman's Medical College of Pennsylvania in Philadeplhia van 1988 tot 1991 en kwam vervolgens naar het Universitair Ziekenhuis Gent als hoogleraar en specialist neurologie. In 1998 maakte hij de overstap naar Sint-Lucas waar hij met Henry Colle het Centrum voor Bewegingsstoornissen oprichtte. Zes jaar later nam hij ook een consultant opdracht als neuroloog aan voor de Engelse East Kent Hospitals University NHS Foundation Trust die liep van 2004 tot 2011.
Van der Linden is gespecialiseerd in bewegingsstoornissen zoals de ziekte van Parkinson. Het betreft aandoeningen die niet alleen ingrijpen in de fysieke mogelijkheden van patiënten maar veelal ook in hun persoonlijkheid. Met zijn team voert hij wakkere hersenoperaties uit waarbij middels diepe hersenstimulatie elektroden de symptomen van de ziekte worden onderdrukt. Daarnaast ziet dr. Van der Linden patiënten met hersentrauma's en het syndroom van Gilles de la Tourette.
Van der Linden werkte mee aan het derde seizoen van de VIER serie Topdokters die in het voorjaar van 2016 werd uitgezonden. Later dat jaar nam hij ook deel aan De Slimste Mens ter Wereld.
Zijn zoon Floris is professioneel hockeyer. 

## Selecte bibliografie
- Vandewalle V, van der Linden C, Caemaert J, Groenewegen HJ: Stereotactic treatment of Gilles de la Tourette syndrome by high frequency stimulation of thalamus. Lancet 1999;353:724
- Jankovic J, Van der Linden C : Dystonia and tremor induced by peripheral trauma: predisposing factors. J Neurol Neurosurg Psychiatry 1988;51:1512-1519
- Van der Linden C, Bruggeman R: Multiple descending corticospinal volleys demonstrated by changes of the wrist flexor H-reflex to magnetic motor cortex stimulation in intact human subjects. Muscle Nerve 1993;16:374-378